# Dmitrij Gładki
Dmitrij Spiridonowicz Gładki (ros. Дмитрий Спиридонович Гладкий; rum. Dimitri Spiridonovici Gladki; ur. 6 października?/19 października 1911 we wsi Martonosza w ówczesnej guberni jekaterynosławskiej, zm. 27 października 1959 w Kiszyniowie) – radziecki polityk, I sekretarz KC Komunistycznej Partii Mołdawii w latach 1952–1954.
Od 1940 był członkiem WKP(b), brał udział w wielkiej wojnie ojczyźnianej. W 1947 instruktor miejskiego komitetu Komunistycznej Partii (bolszewików) Mołdawii (KP(b)M) w Kiszyniowie, wkrótce II sekretarz rejonowego komitetu KP(b)M w Łapusznianie i I sekretarz rejonowego komitetu KP(b)M w Straszanach. W latach 1950–1951 I sekretarz rejonowego komitetu partyjnego w Călărași. W 1951 kierownik Wydziału Partyjnego, Związkowego i Komsomolskiego KC KP(b)KM. Od września do października 1952 II sekretarz, a od 25 października 1952 do 6 lutego 1954 I sekretarz KC Komunistycznej Partii Mołdawii – faktyczny przywódca Mołdawskiej SRR. W latach 1954–1959 ponownie II sekretarz KC Komunistycznej Partii Mołdawii. Deputowany do Rady Najwyższej ZSRR 4 i 5 kadencji.
Odznaczony Orderem Lenina i Orderem Wojny Ojczyźnianej II klasy.